# 호몰로드로미아과
호몰로드로미아과(Homolodromiidae)는 십각목 범배아목에 속하는 게과의 하나이다. 호몰로드로미아상과(Homolodromioidea)의 유일한 과이다. 2개 속으로 이루어져 있으며, 디크라노드로미아속(Dicranodromia)에 18종 그리고 호몰로드로미아속(Homolodromia)에 5종을 포함하고 있다.

## 분류
- 호몰로드로미아상과(Homolodromioidea)
  - 호몰로드로미아과(Homolodromiidae)
    - Dicranodromia
    - Homolodromia